# Catherine Hicks
Rosemary Catherine Hicks (New York, 1951. augusztus 6. –) Primetime Emmy-díjra jelölt amerikai színésznő. 
Legismertebb televíziós szerepe Annie Camden a Hetedik mennyország című sorozatban. 1980-ban Marilyn Monroe-t alakította a Marilyn: The Untold Story című tévéfilmben, mellyel Primetime Emmy-jelölést szerzett. Fontosabb filmszerepei közé tartozik dr. Gillian Taylor a Star Trek IV: A hazatérés (1986) és Karen Barclay a Gyerekjáték (1988) című mozifilmekben.

## Élete és pályafutása
Teológia szakon diplomázott az arizonai Saint Mary's College-ban, ezután rájött, hogy színésznő akar lenni.[forrás?] Felvették egy színművészeti főiskolára és rögtön az első évében megkapta a Ryan's Hope című televíziós sorozat egyik főszerepét. Dr. Faith Coleridge-t két évig, 1978-ig játszotta a sorozatban.
1978 után további televíziós szerepléseket vállalt, 1980-ban következett a Verseny a széllel című tévéfilm. Ugyanebben az évben Marilyn Monroe-t játszhatta Marilyn: The Untold Story tévéfilmben, alakítását Primetime Emmy-díjra jelölték.
1982-ben a Death Valley című horrorfilmben tűnt fel. 1984-ben a szélesebb közönség is megismerte a nevét a Borotvaélen című drámával, amivel betört Hollywoodba. Még ebben az évben az És megszólal Garbo című vígjáték-drámában is játszott. 1986-ban jött a több Oscarra jelölt Előre a múltba, Francis Ford Coppola rendezésében és a Star Trek IV: A hazatérés.
A világhírt az 1988-as Gyerekjáték című horrorfilm hozta el neki. A film világszerte nagy siker lett és a horror klasszikusai közt tartják számon. Hicks Szaturnusz-díjat nyert, mint legjobb női főszereplő, a folytatásokban azonban már nem tért vissza. 1989-ben a Papa, én nő vagyok! című filmvígjátékban egy cserfes tinédzser lány anyját alakította. 1990-ben szerepelt a az Időutazó című sci-fi-ben. 
1995-ben elvállalta a Dillinger és Capone című krimi egyik mellékszerepét. Egy évvel később felkérték egy sorozatszerepre: a Hetedik mennyország 2007-ig futott, Hicks Annie Camden főszereplőt alakította benne.
71 éves korában úgy döntött, visszavonul a színészettől, hogy családjának szentelje idejét.

## Magánélete
1990-ben férjhez ment Kevin Yagherhez, aki sminkmesterként dolgozott a Gyerekjáték forgatásán, és a film után horrorfilmes ikonként hírhedtté vált Chucky baba tervezője volt. 1992-ben megszületett Catie nevű lányuk.

## Filmográfia

### Film
| Év   | Magyar cím                          | Eredeti cím                                       | Szerep             | Magyar hang        |
| ---- | ----------------------------------- | ------------------------------------------------- | ------------------ | ------------------ |
| 1982 |                                     | Death Valley                                      | Sally              |                    |
| 1983 |                                     | Better Late Than Never                            | Sable              |                    |
| 1984 | És megszólal Garbo                  | Garbo Talks                                       | Jane Mortimer      |                    |
| 1984 | Borotvaélen                         | The Razor's Edge                                  | Isabel Bradley     | Tóth Ildikó        |
| 1985 |                                     | Fever Pitch                                       | Flo                |                    |
| 1986 | Előre a múltba                      | Peggy Sue Got Married                             | Carol Heath        | Málnai Zsuzsa      |
| 1986 | Előre a múltba                      | Peggy Sue Got Married                             | Carol Heath        | Kiss Erika         |
| 1986 | Star Trek IV: A hazatérés           | Star Trek IV: The Voyage Home                     | Dr. Gillian Taylor | Hűvösvölgyi Ildikó |
| 1987 | Apja fia                            | Like Father Like Son                              | Dr. Amy Larkin     | Orosz Helga        |
| 1988 |                                     | Tajna manastirske rakije                          | Ella Frazier       |                    |
| 1988 | Gyerekjáték                         | Child's Play                                      | Karen Barclay      | Frajt Edit         |
| 1988 | Gyerekjáték                         | Child's Play                                      | Karen Barclay      | Kiss Virág         |
| 1988 | Gyerekjáték                         | Child's Play                                      | Karen Barclay      | Dudás Eszter       |
| 1989 | Szuvenír                            | Souvenir                                          | Tina Boyer         | Vándor Éva         |
| 1989 | Papa, én nő vagyok!                 | She's Out of Control                              | Janet Pearson      | Bencze Ilona       |
| 1991 | Szerelmi álom                       | Liebestraum                                       | Mary Parker        |                    |
| 1995 | Dillinger és Capone                 | Dillinger and Capone                              | Abigail            | Andresz Kati       |
| 1995 |                                     | Animal Room                                       | Mrs. Mosk          |                    |
| 1997 | Légörvény                           | Turbulence                                        | Maggie             | Kiss Erika         |
| 1997 | Nyolc nap egy hét                   | Eight Days a Week                                 | Ms. Lewis          |                    |
| 2009 |                                     | My Name Is Jerry                                  | Dana Holderman     |                    |
| 2009 |                                     | The Truth About Layla                             | Eleanor            |                    |
| 2010 |                                     | The Genesis Code                                  | Myra Allitt        |                    |
| 2011 | Szerelmed nem hagy el               | Your Love Never Fails                             | Cramer bírónő      | Bánsági Ildikó     |
| 2011 |                                     | Ghost Phone: Phone Calls from the Dead            | Gertrude           |                    |
| 2011 | Dorfman                             | Dorfman in Love                                   | Rose               | Andresz Kati       |
| 2013 |                                     | Reach                                             | Linda              |                    |
| 2014 | A kutya, aki megmentette a húsvétot | The Dog Who Saved Easter                          | Cressida           |                    |
| 2015 |                                     | That Gal...Who Was In That Thing (dokumentumfilm) | önmaga             |                    |

### Televízió

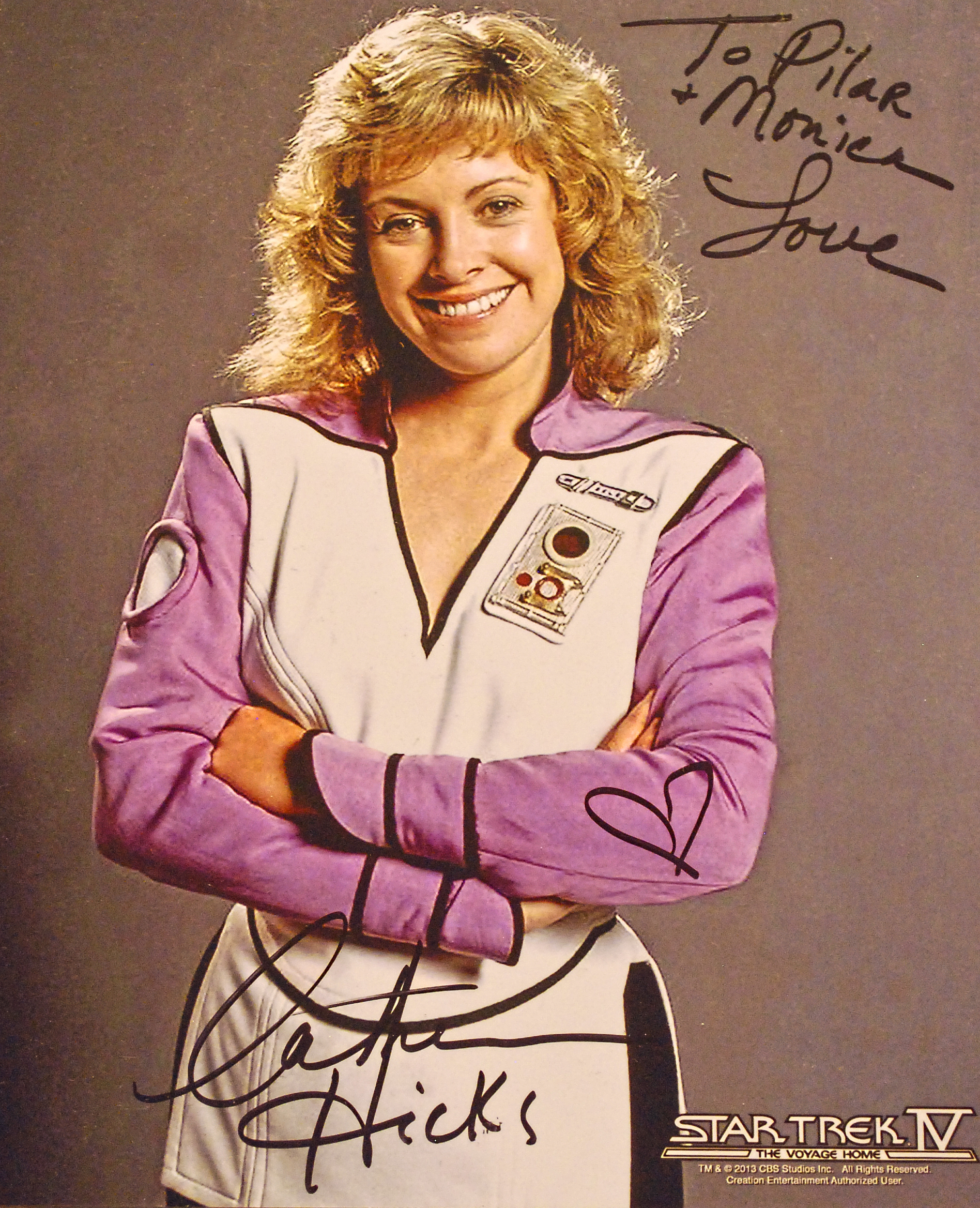
A Star Trek IV: A hazatérés bemutatóján (2013)

#### Tévéfilm
| Év   | Magyar cím                                | Eredeti cím                             | Szerep               | Magyar hang      |
| ---- | ----------------------------------------- | --------------------------------------- | -------------------- | ---------------- |
| 1978 |                                           | Sparrow                                 | Valerie              |                  |
| 1979 |                                           | Love for Rent                           | Annie                |                  |
| 1980 | Verseny a széllel                         | To Race the Wind                        | Beth                 |                  |
| 1980 |                                           | Marilyn: The Untold Story               | Marilyn Monroe       |                  |
| 1981 |                                           | Jacqueline Susann's Valley of the Dolls | Ann Welles           |                  |
| 1983 |                                           | Happy Endings                           | Lisa Sage            |                  |
| 1987 | Hőség Laguna Beach-en                     | Laguna Heat                             | Jane Algernon        |                  |
| 1989 | A kém                                     | Spy                                     | Angela Berk          | Udvaros Dorottya |
| 1990 | Időutazó                                  | Running Against Time                    | Laura Whittaker      |                  |
| 1991 | Szervusz, drágám, meghaltam               | Hi Honey – I'm Dead                     | Carol Stadler        | Udvaros Dorottya |
| 1995 |                                           | Redwood Curtain                         | Julia Riordan        |                  |
| 2000 | Mindörökké                                | For All Time                            | Kristen              |                  |
| 2008 | Szex, hazugság, bosszú: A titkos társaság | Poison Ivy: The Secret Society          | Elisabeth            |                  |
| 2009 |                                           | Pushed                                  | Dr. Rosen            |                  |
| 2009 | A másik ÉN                                | Stranger with My Face                   | Shelley Stratton     |                  |
| 2010 |                                           | Elf Sparkle and the Special Red Dress   | Snowdorable (hangja) |                  |
| 2011 |                                           | Borderline Murder                       | Jean                 |                  |
| 2011 |                                           | Game Time: Tackling the Past            | Anna Walker          |                  |
| 2011 |                                           | A Christmas Wedding Tail                | Ellen                |                  |
| 2012 |                                           | Shadow of Fear                          | Annette Bramble      |                  |
| 2012 | A fergeteges szenteste                    | A Christmas Wedding Date                | Shirley              | Andresz Kati     |
| 2015 | Játszma vagy szerelem                     | Win, Lose, or Love                      | Dot                  |                  |
| 2015 | Édes sütnivaló                            | A Christmas Reunion                     | Linda                |                  |
| 2016 |                                           | The Legend of Alice Flagg               | Hazel                |                  |

#### Sorozat
| Év        | Cím                                       | Szerep              | Megjegyzések   |
| --------- | ----------------------------------------- | ------------------- | -------------- |
| 1976–1978 | Ryan's Hope                               | Dr. Faith Coleridge | 210 epizód     |
| 1979–1980 | The Bad News Bears                        | Dr. Emily Rappant   | főszereplő     |
| 1981      | The Merv Griffin Show                     | önmaga              | vendégszereplő |
| 1982–1983 | Tucker's Witch                            | Amanda Tucker       | főszereplő     |
| 1986      | Good Morning, America                     | önmaga              |                |
| 1988      | The Tonight Show Starring Johnny Carson   | önmaga              |                |
| 1989      | The Tonight Show Starring Johnny Carson   | önmaga              |                |
| 1992      | Up to No Good                             | Allison Ploutzer    | próbaepizód    |
| 1994      | Halálbiztos diagnózis (Diagnosis: Murder) | Lauren Ridgeway     | 1 epizód       |
| 1994      | Winnetka Road                             | Jeannie Barker      | főszereplő     |
| 1994      | The Martin Short Show                     | feleség             | próbaepizód    |
| 1995      | Burke's Law                               | Pamela Crawford     | 1 epizód       |
| 1996–2007 | Hetedik mennyország (7th Heaven)          | Annie Camden        | főszereplő     |
| 1997      | The Rosie O'Donnell Show                  | önmaga              | vendégszereplő |
| 1998      | The Howie Mandel Show                     | önmaga              | vendégszereplő |
| 1998      | Donny & Marie                             | önmaga              | vendégszereplő |
| 2000      | TV Guide Celebrity Dish                   | önmaga              | vendégszereplő |
| 2002      | Lifetime Now                              | önmaga              | vendégszereplő |
| 2004      | The Wayne Brady Show                      | önmaga              | vendégszereplő |
| 2005      | Soap Talk                                 | önmaga              | vendégszereplő |
| 2006      | The Tony Danza Show                       | önmaga              | vendégszereplő |
| 2020      | JJ Villard's Fairy Tales                  | Tündér (hangja)     | 1 epizód       |

## Fordítás
- Ez a szócikk részben vagy egészben  a   Catherine Hicks című angol Wikipédia-szócikk fordításán alapul.  Az eredeti cikk szerkesztőit annak laptörténete sorolja fel. Ez a jelzés csupán a megfogalmazás eredetét és a szerzői jogokat jelzi, nem szolgál a cikkben szereplő információk forrásmegjelöléseként.